# Região de Múrcia
A Região de Múrcia é uma comunidade autônoma espanhola. Possui uma única província, com o mesmo nome. A sua capital é Múrcia mas Cartagena é a sede da Assembleia da Região de Múrcia.